# Список депутатов Верховного Совета БАССР 6-го созыва
Депутаты Верховного Совета БАССР шестого созыва (242 депутата).
Верховный Совет Башкирской АССР был образован согласно Конституции БАССР 1937 года. Верховный Совет Башкирской АССР является высшим органом государственной власти в Башкирской АССР, правомочным решать все вопросы, отнесенные Конституцией СССР, Конституцией РСФСР и Конституцией Башкирской АССР к ведению Башкирской АССР. Деятельность Верховного Совета Башкирской АССР основывается на коллективном, свободном, деловом обсуждении и решении вопросов, гласности, регулярной отчетности перед Верховным Советом Башкирской АССР создаваемых им органов, широком привлечении граждан к управлению государственными и общественными делами, постоянном учете общественного мнения.
Осуществление Верховным Советом Башкирской АССР своих полномочий строится на основе активного участия в его работе каждого депутата Верховного Совета Башкирской АССР. Депутат осуществляет свои полномочия, не порывая с производственной или служебной деятельностью.
До 1970-х годов Верховный Совет Башкирской АССР размещался по адресу: БАССР, г. Уфа, ул. Пушкина, д. 106.
Список депутатов Верховного Совета БАССР шестого созыва:
- Исмагилов, Загир Гарипович, Председатель Верховного Совета Башкирской АССР, Октябрьский избирательный округ № 14
- Орлов, Георгий Филиппович, заместитель Председателя Верховного Совета Башкирской АССР, Ташбулатовский избирательный округ № 108
- Фазлыахметова, Раиса Нуриахметовна, заместитель Председателя Верховного Совета Башкирской АССР, Центральный избирательный округ № 74
- Абдекеев, Масгут Миргалимович, Зириклинский избирательный округ № 195, Туймазинский район
- Абдуллина Фазыла Сиразетдиновна, Ленинский избирательный округ № 23, Ленинский район, г. Уфа
- Аккужина Тагира Нуритдиновна, Поляковский избирательный округ № 123, Белорецкий район
- Акназаров, Зекерия Шарафутдинович, Исянгуловский избирательный округ № 139, Зианчуринский район
- Аллаяров, Газим Закирович, Усень-Ивановский избирательный округ № 120, Белебеевский район
- Алмаев, Гата Нуруллович, Нижнекарышевский избирательный округ № 134, Бураевский район
- Алтынбаева, Мария Кильдубаевна, Чураевский избирательный округ № 131, Бирский район
- Аминова, Марьям Саитгареевна, Кировский избирательный округ № 13, Кировский район, г. Уфа
- Анисимов, Семен Семенович, Западный избирательный округ № 71, г. Салават
- Анпилогова, Мария Ивановна, Пугачёвский избирательный округ № 168, Мелеузовский район
- Асфандияров, Ахмет Харисович, Промысловый избирательный округ № 57, г. Ишимбай
- Афанасьева, Клавдия Нестеровна, Турсагалинский избирательный округ № 190, Стерлитамакский район
- Афридонов, Мидхат Вафиевич, Октябрьский избирательный округ № 69, г. Октябрьский
- Ахияров, Камиль Шаехмурзинович, Челкаковский избирательный округ № 137, Бураевский район
- Ахмадеев, Шайсултан Ахмадеевич, Аслыкульский избирательный округ № 96, Альшеевский район
- Ахметзянов, Ахмет Каримович, Учалинский избирательный округ № 126, Белорецкий район
- Ахметова, Магира Ахметовна, Балтачевский избирательный округ № 132, Бураевский район
- Ахметова, Фануза Салиховна, Дюртюлинский избирательный округ № 146, Илишевский район
- Ахряпова, Мария Васильевна, Нефтезаводской избирательный округ № 29, Орджоникидзевский район, г. Уфа
- Ахунзянов, Тагир Исмагилович, Тазларовский избирательный округ № 136, Бураевский район
- Ашин, Алексей Дмитриевич, Приютовский избирательный округ № 45, г. Белебей
- Байбурина Галия Габдулхаликовна, Курдымский избирательный округ № 234, Янаульский район
- Байгузина Алифа Кутлигузиновна, Миякибашевский избирательный округ № 100, Альшеевский район
- Байрушин, Михаил Александрович, Мишкинский избирательный округ № 128, Бирский район
- Бакиев, Мухамет Габидуллович, Баймакский городской избирательный округ № 105, Баймакский район
- Барбазюк Павел Григорьевич, Трунтаишевский избирательный округ № 103, Альшеевский район
- Басырова, Ляйля Исламовна, Промышленный избирательный округ № 11, Калининский район, г. Уфа
- Батанов, Николай Яковлевич, Ишлинский избирательный округ № 158, Кармаскалинский район
- Бахтизина Хатира Иблиаминовна, Рсаевский избирательный округ № 148, Илишевский район
- Баюнкина Мария Сергеевна, Советский избирательный округ № 16, Кировский район, г. Уфа
- Баязитов, Асхат Хайруллович, Кугарчинский избирательный округ № 140, Зианчуринский район
- Бегулов, Миннигул Султанович, Ульяновский избирательный округ № 34, Орджоникидзевский район, г. Уфа
- Бердин, Дмитрий Гаврилович, Воскресенский избирательный округ № 162, Мелеузовский район
- Бикбов, Сарвай Шайбакович, Дзержинский избирательный округ № 20, Ленинский район, г. Уфа
- Бикбулатова, Зайтуна Исламовна, Янаульский избирательный округ № 240, Янаульский район
- Бородин, Леонид Александрович, Лемез-Тамакский избирательный округ № 112
- Бугрякова, Анастасия Матвеевна, Кананикольский избирательный округ № 217, Хайбуллинский район
- Буторина Валентина Васильевна, Мустафинский избирательный округ № 200, Туймазинский район
- Бучельникова, Пелагея Степановна, Насибашевский избирательный округ № 177, Салаватский район
- Валетова, Дина Матвеевна, Северный избирательный округ № 87, г. Туймазы
- Валиев, Самат Фаттахович, Бишкаинский избирательный округ № 181, Стерлитамакский район
- Валиев, Хадый Валиевич, Буздякский избирательный округ № 194, Туймазинский район
- Валиева, Махтума Саитовна, Старо-Суллинский избирательный округ № 119, Белебеевский район
- Валишин, Шариф Ахметович, Кигинский избирательный округ № 174, Салаватский район
- Васильева, Надежда Михайловна, Маяковский избирательный округ № 38, Советский район, г. Уфа
- Васильева, Валентина Николаевна, Старобазановский избирательный округ № 130, Бирский район
- Вахитов, Шакир Казыханович, Ангасякский избирательный округ № 142, Илишевский район
- Вахитов, Гафур Шакирович, Бузовьязовский избирательный округ № 156, Кармаскалинский район
- Вахитов, Шамиль Мухаметгужиевич, Комсомольский избирательный округ № 165, Мелеузовский район
- Вахитов, Шавалий Мухаметович, Таймасовский избирательный округ № 169, Мелеузовский район
- Веретенников, Александр Павлович, Зирганский избирательный округ № 164, Мелеузовский район
- Вязьмин, Владимир Андреевич, Железнодорожный избирательный округ № 36, Советский район, г. Уфа
- Габдуллин, Шамсулла Саниевич, Старокандринский избирательный округ № 201, Туймазинский район
- Газнанов, Минияр Бахтиевич, Южный избирательный округ № 88, г. Туймазы
- Гаитова, Гатия Габитовна, Левобережный избирательный округ № 56, г. Ишимбай
- Галеев, Тарзиман Хабибрахманович, Старокалмашевский избирательный округ № 220, Чекмагушевский район
- Галиев, Гайса Галимьянович, Янгискаинский избирательный округ № 192, Стерлитамакский район
- Галимов, Лукман Галимович, Караидельский избирательный округ № 151, Караидельский район
- Галимова, Асия Султангалимовна, Новонагаевский избирательный округ № 236, Янаульский район
- Галин, Тулькубай Ярмухаметович, Узянский избирательный округ № 125, Белорецкий район
- Галиуллин, Гайнулла Гибадуллович, Услинский избирательный округ № 191, Стерлитамакский район
- Гарифуллин, Шакир Нигамадьянович, Краснохолмский избирательный округ № 233, Янаульский район
- Гатауллин, Айрат Лутфуллинович, Кармалы-Губеевский избирательный округ № 197, Туймазинский район
- Гатауллин, Шаих Мурзинович, Калтасинский избирательный округ № 231, Янаульский район
- Гафиятуллина Суфия Насибуллиновна, Шаранский избирательный округ № 204, Туймазинский район
- Гизамутдинова, Октябрина Мизбаховна, Октябрьский избирательный округ № 81, г. Стерлитамак
- Гилязов, Фидаги Хаербарович, Демский избирательный округ № 1, Демский район, г. Уфа
- Гильванов, Ахмет-Султан Набиевич, Бижбулякский избирательный округ № 115, Белебеевский район
- Гильманова, Танзиля Хасановна, Агардинский избирательный округ № 224, Чишминский район
- Гимранова, Зубайда Нугумановна, Коммунистический избирательный округ № 22, Ленинский район, г. Уфа
- Губанов, Иван Яковлевич, Заматинский избирательный округ № 47, г. Белорецк
- Давлетшина Тазмира Хазгалиевна, Первомайский избирательный округ № 32, Орджоникидзевский район, г. Уфа
- Деев, Геннадий Аркадьевич, Центральный избирательный округ № 84, г. Стерлитамак
- Евбатыров, Равгат Тухватович, Надеждинский избирательный округ № 118, Белебеевский район
- Евстигнеев, Иван Александрович, Михайловский избирательный округ № 182, Стерлитамакский район
- Еникеев, Исхак Исмагилович, Центральный избирательный округ № 58, г. Ишимбай
- Жданов, Анатолий Михайлович, Стерлинский избирательный округ № 83, г. Стерлитамак
- Загафуранов, Файзрахман Загафуранович, Мелеузовский избирательный округ № 166, Мелеузовский район
- Зайнетдинов, Юнер Зуферович, Кандринский избирательный округ № 86, г. Туймазы
- Зайнетдинова, Рахима Минниахметовна, Леузинский избирательный округ № 175, Салаватский район
- Зайнуллин, Рауф Нуруллинович, Улу-Телякский избирательный округ № 213, Уфимский район
- Зайнуллина Рауза Гайнетдиновна, Восточный избирательный округ № 77, г. Стерлитамак
- Зайцева, Варвара Степановна, Ташкиновский избирательный округ № 238, Янаульский район
- Закиров, Рауф Абдулхакович, Сочинский избирательный округ № 17, Кировский район, г. Уфа
- Закиров, Абдулла Валеевич, Туканский избирательный округ № 52, г. Белорецк
- Закирова, Миннеразия Закировна, Байкибашевский избирательный округ № 150, Караидельский район
- Закит, Хилда Ансовна, Архангельский избирательный округ № 155, Кармаскалинский район
- Зейде, Ефим Соломонович, Орджоникидзевский избирательный округ № 31, Орджоникидзевский район, г. Уфа
- Зинатуллина Сания Нуриахметовна, Российский избирательный округ № 12, Калининский район, г. Уфа
- Зиязов, Низам Зиязетдинович, Айбулякский избирательный округ № 230, Янаульский район
- Зотов, Сергей Семенович, Федоровский избирательный округ № 170, Мелеузовский район
- Ибрагимов, Исмагил Ибрагимович, Новотроицкий избирательный округ № 226, Чишминский район
- Иванова, Татьяна Герасимовна, Татар-Улкановский избирательный округ № 203, Туймазинский район
- Ишмухаметов, Рауль Ахметгареевич, Промышленный избирательный округ № 72, г. Салават
- Кабанов, Алексей Федорович, Железнодорожный избирательный округ № 78, г. Стерлитамак
- Кагарманова, Инзибика Кастарановна, Темясовский избирательный округ № 109, Баймакский район
- Калимуллина Бика Салямовна, Новаторский избирательный округ № 30, Орджоникидзевский район, г. Уфа
- Камалетдинова, Аниса Сафуановна, Инзерский избирательный округ № 157, Кармаскалинский район
- Камалов, Минигалим Хазигалеевич, Раевский избирательный округ № 102, Альшеевский район
- Каранаев, Амирхан Асылхужаевич, Стерлибашевский избирательный округ № 187, Стерлитамакский район
- Карцев, Евгений Васильевич, Нефтекамский избирательный округ № 62, г. Нефтекамск
- Касимовский Борис Андреевич, Арслановский избирательный округ № 225, Чишминский район
- Кинзябулатова, Магия Хайрулловна, Мраковский избирательный округ № 141, Зианчуринский район
- Кириллова, Евдокия Федотовна, Бакалинский избирательный округ № 193, Туймазинский район
- Кожевников, Афанасий Савельевич, Салаватский избирательный округ № 41, Советский район, г. Уфа
- Комиссаров, Василий Дорофеевич, Первомайский избирательный округ № 82, г. Стерлитамак
- Корнеев, Виталий Ефимович, Краснознаменский избирательный округ № 80, г. Стерлитамак
- Корольков, Василий Герасимович, Белебеевский избирательный округ № 44, г. Белебей
- Котов, Николай Петрович, Бирский избирательный округ № 53, г. Бирск
- Крупеня, Василий Никитич, Преображенский избирательный округ № 184, Стерлитамакский район
- Кувандыкова, Фарида Сафеевна, Ленинский избирательный округ № 60, г. Кумертау
- Кузнецов, Константин Петрович, Благовещенский избирательный округ № 4, Калининский район, г. Уфа
- Кузнецов, Анатолий Васильевич, Калининский избирательный округ № 7, Калининский район, г. Уфа
- Кузьмичева, Евдокия Яковлевна, Строительный избирательный округ № 46, г. Белебей
- Кутушев, Наиль Муллаянович, Куручевский избирательный округ № 198, Туймазинский район
- Латыпов, Марат Ильясович, Миндякский избирательный округ № 89, г. Учалы
- Латыпов, Гакиль Ильясович, Акъярский избирательный округ № 214, Хайбуллинский район
- Леготина, Александра Андреевна, Аскинский избирательный округ № 149, Караидельский район
- Ломакин, Павел Андреевич, Мавлютовский избирательный округ № 127, Бирский район
- Любушкин, Виктор Васильевич, Центральный избирательный округ № 76, г. Сибай
- Мавлютов, Мубаряк Шайдуллинович, Кармаскалинский избирательный округ № 160, Кармаскалинский район
- Макеев, Федор Филиппович, Кош-Елгинский избирательный округ № 117, Белебеевский район
- Максимов, Павел Федорович, Араслановский избирательный округ № 179, Стерлитамакский район
- Малахова, Антонина Петровна, Строительный избирательный округ № 64, г. Нефтекамск
- Манаев, Виктор Иванович, Кремлёвский избирательный округ № 8, Калининский район, г. Уфа
- Марушкин, Василий Андреевич, Восточный избирательный округ № 70, г. Салават
- Мастрюков, Степан Андреевич, Красноусольский избирательный округ № 55, г. Ишимбай
- Машкин, Фёдор Иванович, Петровский избирательный округ № 183, Стерлитамакский район
- Мигранов, Раис Хадыевич, Аскаровский избирательный округ № 104, Баймакский район
- Мироненко, Иван Кондратьевич, Строительный избирательный округ № 33, Орджоникидзевский район, г. Уфа
- Мирошниченко, Татьяна Ивановна, Менеузтамакский избирательный округ № 99, Альшеевский район
- Михайлов, Александр Яковлевич, Иглинский избирательный округ № 91, Нуримановский промышленный район
- Михайлова, Надежда Николаевна, Булгаковский избирательный округ № 205, Уфимский район
- Михеев, Григорий Григорьевич, Заводской избирательный округ № 37, Советский район, г. Уфа
- Морозов, Борис Николаевич, Фрунзенский избирательный округ № 19, Кировский район, г. Уфа
- Мурманский Адольф Андреевич, Аитовский избирательный округ № 114, Белебеевский район
- Мустафина Фатыма Хамидовна, Сайрановский избирательный округ № 186, Стерлитамакский район
- Мухаметгареева, Факия Мухаметгареевна, Новоартаульский избирательный округ № 235, Янаульский район
- Мухаметшин, Закир Фазылович, Ямадинский избирательный округ № 239, Янаульский район
- Набиуллин, Валей Габеевич, Инзерский избирательный округ № 122, Белорецкий район
- Нагорный Григорий Афанасьевич, Давлекановский избирательный округ № 98, Альшеевский район
- Назиров, Шариф Нигаматович, Затонский избирательный округ № 21, Ленинский район, г. Уфа
- Назмиев, Тимерхан Сафуанович, Андреевский избирательный округ № 143, Илишевский район
- Назмутдинов, Назар Назмутдинович, Толбазинский избирательный округ № 189, Стерлитамакский район
- Насырова, Шагида Гумеровна, Комсомольский избирательный округ № 65, г. Октябрьский
- Наумов, Григорий Николаевич, Матросовский избирательный округ № 10, Калининский район, г. Уфа
- Нафиков, Валей Валеевич, Кельтеевский избирательный округ № 232, Янаульский район
- Нафикова, Мамдуда Сахибгареевна, Баишевский избирательный округ № 144, Илишевский район
- Нигаматуллина, Марьям Нагимовна, Архитектурный избирательный округ № 3, Калининский район, г. Уфа
- Нигмаджанов, Гильман Вильданович, Урмиязовский избирательный округ № 154, Караидельский район
- Нуриев, Зия Нуриевич, Баймакский сельский избирательный округ № 106, Баймакский район
- Нуриева, Шамсия Нуриевна, Володарский избирательный округ № 35, Советский район, г. Уфа
- Овчаренко, Василий Моисеевич, Тирлянский избирательный округ № 51, г. Белорецк
- Паклева, Клавдия Васильевна, Нижегородский избирательный округ № 24, Ленинский район, г. Уфа
- Петухова, Александра Никитична, Дуванский избирательный округ № 173, Салаватский район
- Поротикова, Валентина Михайловна, Нуримановский избирательный округ № 209, Уфимский район
- Посадский Василий Петрович, Куликовский избирательный округ № 9, Калининский район, г. Уфа
- Пустарнаков, Владимир Гаврилович, Ермолаевский избирательный округ № 163, Мелеузовский район
- Рафиков, Магадей Валеевич, Дмитриевский избирательный округ № 207, Уфимский район
- Рахманов, Талгат Лутфуллович, Ишкаровский избирательный округ № 147, Илишевский район
- Резяпов, Мухамет Султанович, Николо-Березовский избирательный округ № 63, г. Нефтекамск
- Рогалёв, Петр Леонтьевич, Орловский избирательный округ № 39, Советский район, г. Уфа
- Родионов, Юрий Степанович, Советский избирательный округ № 50, г. Белорецк
- Розанов, Николай Константинович, Отрадинский избирательный округ № 167, Мелеузовский район
- Рыленко, Владимир Данилович, Осиновский избирательный округ № 129, Бирский район
- Сабитов, Маргам Карамович, Салаватский избирательный округ № 178, Салаватский район
- Сабуров, Владимир Александрович, Прибельский избирательный округ № 161, Кармаскалинский район
- Сагидуллина Насиха Миргалеевна, Чишминский избирательный округ № 227, Чишминский район
- Садыков, Фарит Шамсутдинович, Карламанский избирательный округ № 159, Кармаскалинский район
- Сайранов, Хайдар Сайранович, Кушнаренковский избирательный округ № 218, Чекмагушевский район
- Салахов, Исмагил Салахович, Верхне-Яркеевский избирательный округ № 145, Илишевский район
- Салимов, Флюр Ахкямович, Чекмагушевский избирательный округ № 222, Чекмагушевский район
- Сафаргалина, Халима Минигалеевна, Абдрашитовский избирательный округ № 94, Альшеевский район
- Сахаутдинова, Фарида Сахаутдиновна, Белокатайский избирательный округ № 110, Белокатайский район
- Серазетдинов, Анвар Гатич, Благовещенский сельский избирательный округ № 206, Уфимский район
- Сидорова, Клавдия Ивановна, Ермекеевский избирательный округ № 116, Белебеевский район
- Симонов, Иван Ильич, Покровский избирательный округ № 211, Уфимский район
- Скворцова, Зоя Тихоновна, Кузеевский избирательный округ № 199, Туймазинский район
- Смирнова, Валентина Алексеевна, Радищевский избирательный округ № 15, Кировский район, г. Уфа
- Соркин, Яков, Григорьевич, Нагорный избирательный округ № 28, Орджоникидзевский район, г. Уфа
- Спатар, Иван Парфенович, Ухтомский избирательный округ № 2, Демский район, г. Уфа
- Станотин, Иван Степанович, Южный избирательный округ № 85, г. Стерлитамак
- Стрелис, Валентина Борисовна, Тавтимановский избирательный округ № 212, Уфимский район
- Сулейманов, Гумер Давлетбирдинович, Миякинский избирательный округ № 101, Альшеевский район
- Сулейманов, Шариф Сулейманович, Старо-Тукмаклинский избирательный округ № 221, Чекмагушевский район
- Султангареев, Зинат Ахтямович, Учалинский избирательный округ № 90, г. Учалы
- Султанов, Файзулла Валеевич, Красноусольский избирательный округ № 55
- Тазиев, Нурислам Исламович, Юмагузинский избирательный округ № 172, Мелеузовский район
- Тартыков, Садык Насретдинович, Аксеновский избирательный округ № 95, Альшеевский район
- Тверитинов, Иван Дмитриевич, Охлебининский избирательный округ № 210, Уфимский район
- Телицина, Валентина Ефимовна, Кшлау-Елгинский избирательный округ № 152, Караидельский район
- Тимербаева, Загида Абдрахмановна, Серменевский избирательный округ № 124, Белорецкий район
- Тимченко, Григорий Матвеевич, Гафурийский избирательный округ № 54, г. Бирск
- Торшин, Александр Павлович, Ленинский избирательный округ № 66, г. Октябрьский
- Трифонов, Александр Емельянович, Октябрьский избирательный округ № 48, г. Белорецк
- Тулькубаева, Фарида Хайретдиновна, Зилаирский избирательный округ № 216, Хайбуллинский район
- Тухватуллина Клара Габдрахмановна, Татышлинский избирательный округ № 237, Янаульский район
- Уварова, Ольга Александровна, Тукаевский избирательный округ № 18, Кировский район, г. Уфа
- Уметбаев, Рамазан Гимранович, Сибайский избирательный округ № 107, Баймакский район
- Ураев, Петр Васильевич, Лемез-Тамакский избирательный округ № 112, Белокатайский район
- Усманов, Азат Мухаметович, Железнодорожный избирательный округ № 59, г. Кумертау
- Фазлыева, Марьям Хабиповна, Нарышевский избирательный округ № 67, г. Октябрьский
- Файрушина Фасахат Ахметовна, Шариповский избирательный округ № 223, Чекмагушевский район
- Фахретдинов, Гали Исламович, Мрясимовский избирательный округ № 153, Караидельский район
- Феоктистов, Василий Степанович, Каранский избирательный округ № 196, Туймазинский район
- Фокин, Борис Иванович, Шакшинский избирательный округ № 93, Нуримановский промышленный район
- Хабибуллина, Рабига Хисматовна, Старо-Туймазинский избирательный округ № 202, Туймазинский район
- Хабибуллина, Рашида Минниахметовна, Новобалтачевский избирательный округ № 219, Чекмагушевский район
- Хайбуллина, Тимербика Исмагиловна, Худайбердинский избирательный округ № 171, Мелеузовский район
- Хайдаров, Рухльбаян Шайхлисламович, Новобалтачевский избирательный округ № 135, Бураевский район
- Хайруллина, Рашида Шайдулловна, Нефтепромсловый избирательный округ № 68, г. Октябрьский
- Харисова, Марьям Харисовна, Горьковский избирательный округ № 26, Орджоникидзевский район, г. Уфа
- Хасанова, Роза Зареевна, Интернациональный избирательный округ № 6, Калининский район, г. Уфа
- Хисматуллин, Магафур Хисматуллович, Бик-Кармалинский избирательный округ № 97, Альшеевский район
- Хламушкин, Николай Степанович, Яныбаевский избирательный округ № 113, Белокатайский район
- Хомякова, Анна Петровна, Первомайский избирательный округ № 49, г. Белорецк
- Худяков, Петр Александрович, Большеустьикинский избирательный округ № 111, Белокатайский район
- Хужахметова, Фариза Ишмухаметовна, Ахмеровский избирательный округ № 180, Стерлитамакский район
- Царева, Татьяна Сергеевна, Аксаковский избирательный округ № 43, г. Белебей
- Черепанов, Юрий Степанович, Красноключевский избирательный округ № 92, Нуримановский промышленный район
- Черепенин, Андрей Григорьевич, Шахтёрский избирательный округ № 61, г. Кумертау
- Черныш, Михаил Ефимович, Институтский избирательный округ № 27, Орджоникидзевский район, г. Уфа
- Чурсин, Кузьма Гаврилович, Ново-Кулевский избирательный округ № 208, Уфимский район
- Чушенкова, Екатерина Федоровна, Западный избирательный округ № 79, г. Стерлитамак
- Шайнурова, Фарида Шайхинуровна, Бураевский избирательный округ № 133, Бураевский район
- Шакирьянов, Масгутьян Шакирьянович, Месягутовский избирательный округ № 176, Салаватский район
- Шалагин, Николай Сергеевич, Шингак-Кульский избирательный округ № 228, Чишминский район
- Шамсутдинов, Асгат Ахметович, Саитбабинский избирательный округ № 185, Стерлитамакский район
- Шишов, Виктор Алексеевич, Привокзальный избирательный округ № 40, Советский район, г. Уфа
- Щербинин, Сергей Яковлевич, Абзановский избирательный округ № 138, Зианчуринский район
- Юдакова, Любовь Максимовна, Строительный избирательный округ № 73, г. Салават
- Юдин, Сергей Федорович, Свердловский избирательный округ № 25, Ленинский район, г. Уфа
- Юлдашев, Зулфар Мурзабулатович, Бурзянский избирательный округ № 121, Белорецкий район
- Юлдашева, Бибиасма Минибаевна, Табынский избирательный округ № 188, Стерлитамакский район
- Якимов, Владимир Николаевич, Ждановский избирательный округ № 5, Калининский район, г. Уфа
- Якупов, Гильман Гирфанович, Бурибаевский избирательный округ № 215, Хайбуллинский район
- Янгиров, Марван Янгирович, Уральский избирательный округ № 42, Советский район, г. Уфа
- Янтилин, Гузаир Зиганнурович, Рудничный избирательный округ № 75, г. Сибай
- Яхин, Нурис Ахметович, Языковский избирательный округ № 229, Чишминский район